# Embalse de Isbert
El embalse de Isbert se sitúa en el río Girona y pertenece al municipio de Vall de Laguart (Marina Alta). 
La presa fue proyectado a finales del siglo XIX. Fue construido entre 1928 y 1944. Presenta problemas derivados del material edáfico que hay en la zona, donde predomina la tierra caliza, favoreciendo la formación de acuíferos. Al lado de la presa, a unos 200 m, se excavó un pozo, llamado el Hoyo Lucifer. En 2013 se estudió la posibilidad de construir una segunda presa para disminuir el riesgo de inundaciones del río Girona.